# São Luís do Quitunde
São Luís do Quitunde is een gemeente in de Braziliaanse deelstaat Alagoas. De gemeente telt 32.871 inwoners (schatting 2009).
De gemeente grenst aan Flexeiras, Barra de Santo Antônio, Passo de Camaragibe, Matriz de Camaragibe, Joaquim Gomes en Paripueira.